# Sulfeto de magnésio
Sulfeto de magnésio (português brasileiro) ou Sulfureto de magnésio (português europeu) é o composto de fórmula química MgS.
MgS reage com água gerando sulfeto de hidrogênio e hidróxido de magnésio.